# フランク・キャプラ
フランク・キャプラ（英語: Frank Russell Capra, 1897年5月18日 - 1991年9月3日）は、アメリカ合衆国の映画監督。『或る夜の出来事』『オペラハット』『我が家の楽園』と3度アカデミー監督賞を受賞している。

## 人物・経歴

### 生い立ち
イタリア・シチリア島ビザックイーノ出身。ぶどう園を営む家庭に生まれるが、7人兄弟だったため家は貧しく、6歳で家族と共にロサンゼルスに移住。父はオレンジ畑で働いたが、貧乏ゆえキャプラ自身も幼い頃から新聞の売り子や酒場でバンジョー弾きとして家計を助ける。

### 映画界へ
苦学して1918年にThroop Institute（後のカリフォルニア工科大学）でエンジニアリングを学び、卒業後に陸軍に従軍するも、スペイン風邪にかかり除隊。その後は本のセールスなど詐欺まがいの職業を転々とした後、作家になる為にシナリオ学校に入るが、小説よりも映画に興味がおき、1921年にインディペンデント系のクリスティ映画社に入社。

### 監督へ
その後、ポール・ガースン映画社で助監督として主にそれまでアメリカ映画界の主流だった喜劇映画の製作に関わり、キプリングの詩を脚色した1922年の短編『Fultah Fisher's Boarding House』が事実上の監督デビュー作となる。
その後、ハル・ローチに招かれて、当時人気だった喜劇『ちびっ子ギャング』シリーズのギャグ・ライターとして活躍。1925年にマック・セネットと出会い、喜劇俳優ハリー・ラングドン主演のコメディで長編監督デビュー。以降はラングドン専属の映画監督となったが、ラングドンが監督にも進出するようになり、あぶれてしまったキャプラは、1928年に当時、まだマイナーなスタジオだったコロムビア映画に招かれる。

### コロンビアへ
コロムビアではじめて撮った『呑気な商売』の出来に満足した重役のハリー・コーンらと専属契約を結び、以後はコロムビアの職人監督として『サブマリン』、『渦巻く都会』、『空の王者』、『大飛行船』、『狂乱のアメリカ』など、話題作や大作ドラマに起用される。1929年にはコロムビア初のトーキー「The Younger Generation」を手掛け、コロムビア上層部からの期待を担う。 
1931年の『奇跡の処女』を担当した脚本家でのちに盟友となるロバート・リスキンと意気投合し、1933年、コンビを組んで人情喜劇『一日だけの淑女』を発表、本作はアカデミー作品賞と監督賞にノミネートされ、キャプラとリスキンの出世作となるが、アカデミー授賞式の際、キャプラは新調したタキシードを着て出席、プレゼンターの「フランク!」の声で自分が選ばれたと思い、席を立ち上がるキャプラだったが、スポットライトを浴びたのはフランク・ロイドの方で、キャプラは赤っ恥をかいた。この時、2度と授賞式には出席するものかと思ったという。
1934年の『或る夜の出来事』はスクリューボール・コメディでありまたロード・ムービーの元祖としての評価も高く、この年のアカデミー賞の作品賞、監督賞、主演男優賞、主演女優賞、脚本賞と主要部門を制覇、のちにこの記録は『カッコーの巣の上で』が現れるまで唯一の事例で、キャプラとしては前年になめさせられた苦汁を跳ね返した。ちなみに本作の主役だったクラーク・ゲーブルとクローデット・コルベールはそれぞれMGMとパラマウント映画の専属スターで、当初は弱小スタジオ製作のこの映画に貸し出されたことに納得がいかなかったという。
これにより、コロムビアは一躍メジャー・スタジオの仲間入りを果たす。キャプラもリスキンとのコンビで快進撃を続け、1936年にのちにキャプラ映画の常連となるゲイリー・クーパーやジーン・アーサーを起用した『オペラハット』で再び監督賞を獲得、1938年に再び組んだジーン・アーサーとのちにキャプラ映画を代表する俳優となるジェームズ・スチュワートが初出演した『我が家の楽園』では作品賞と3度目の監督賞を受賞する。この間の1937年にはキャプラとしては異色の作品である冒険映画『失はれた地平線』を発表するが大幅にカットされて公開され、ヒットはしたものの莫大な予算を回収するのに5年もかかり、脚本家や製作会社との関係に亀裂が生じた。

### アメリカを代表する監督
1935年から4年間にわたりアカデミー会長を務め、1936年にアカデミー協会との対立が原因となった俳優や監督の組合が起こした授賞式ボイコット運動に抗して第8回アカデミー賞を開催させるなど、映画以外での手腕も周りから高く評価される。
1930年代はまだ大恐慌の傷跡が大きく、暗い世相の最中、楽天主義、アメリカン・ドリーム、ユーモア、ヒューマニズムをふんだんに取り入れたキャプラの作品はキャプラスク（Capraesque）と呼ばれ、名実ともにフランク・キャプラは1930年代のアメリカ映画を代表する映画監督となった。1939年、『我が家の楽園』で名コンビを発揮したジェームズ・スチュワートとジーン・アーサーが再び共演した政治批判も折り込んだ『スミス都へ行く』を発表、またもや批評面でも興行面でも大成功する。
その後、ワーナー・ブラザースに移籍、1941年のゲイリー・クーパー主演の『群衆』ではいつものヒューマニズムあふれる内容だけではなく、扇動されやすい大衆の恐ろしさも同時に描いた。1941年にはそれまでとは打って変わったブラック・コメディ、「毒薬と老嬢」を撮影（公開は1944年）。

### 第二次世界大戦
第二次世界大戦中は軍隊に志願し、アメリカ陸軍の映画班に所属したキャプラは、ワシントンD.C.に駐在し、日中戦争を描いた『ザ・バトル・オブ・チャイナ』を含む「われらは何故戦うのか」シリーズ (1942～45) といった戦意高揚のプロパガンダ映画を新兵教育のために製作、また兵士の日常を描くギャグアニメーションのシリーズ「Private Snafu」なども製作。中佐にまで昇進して終戦を迎える。

### 『素晴らしき哉、人生!』
戦後、戦時中に陸軍の映画班に所属していたジョージ・スティーブンス、ウィリアム・ワイラーらと共に製作会社リバティ・ピクチャーズを1945年に創設、自らも再び映画製作を再開して、1946年にこれまでのキャプラ映画の集大成として『素晴らしき哉、人生!』を発表するも、興行的に惨敗。1948年、リバティ・ピクチャーズはパラマウント映画に吸収され、自分が満を持して発表した『素晴らしき哉、人生!』の失敗で自信を消失して、その作品数は激減する。

### 晩年
1964年の短編映画『Rendezvous in Space』を最後に映画界から引退、1971年には自伝を発表する。しかし、この頃からテレビでクリスマスの時期になるとパブリック・ドメインとなった『素晴らしき哉、人生!』が頻繁に放映され始め、それまでキャプラを知らなかった若い世代から再評価され、今ではクリスマスにこの映画が流れるのは定番となっている。
1991年9月3日、老衰のため死去。94歳没。

## 監督作品

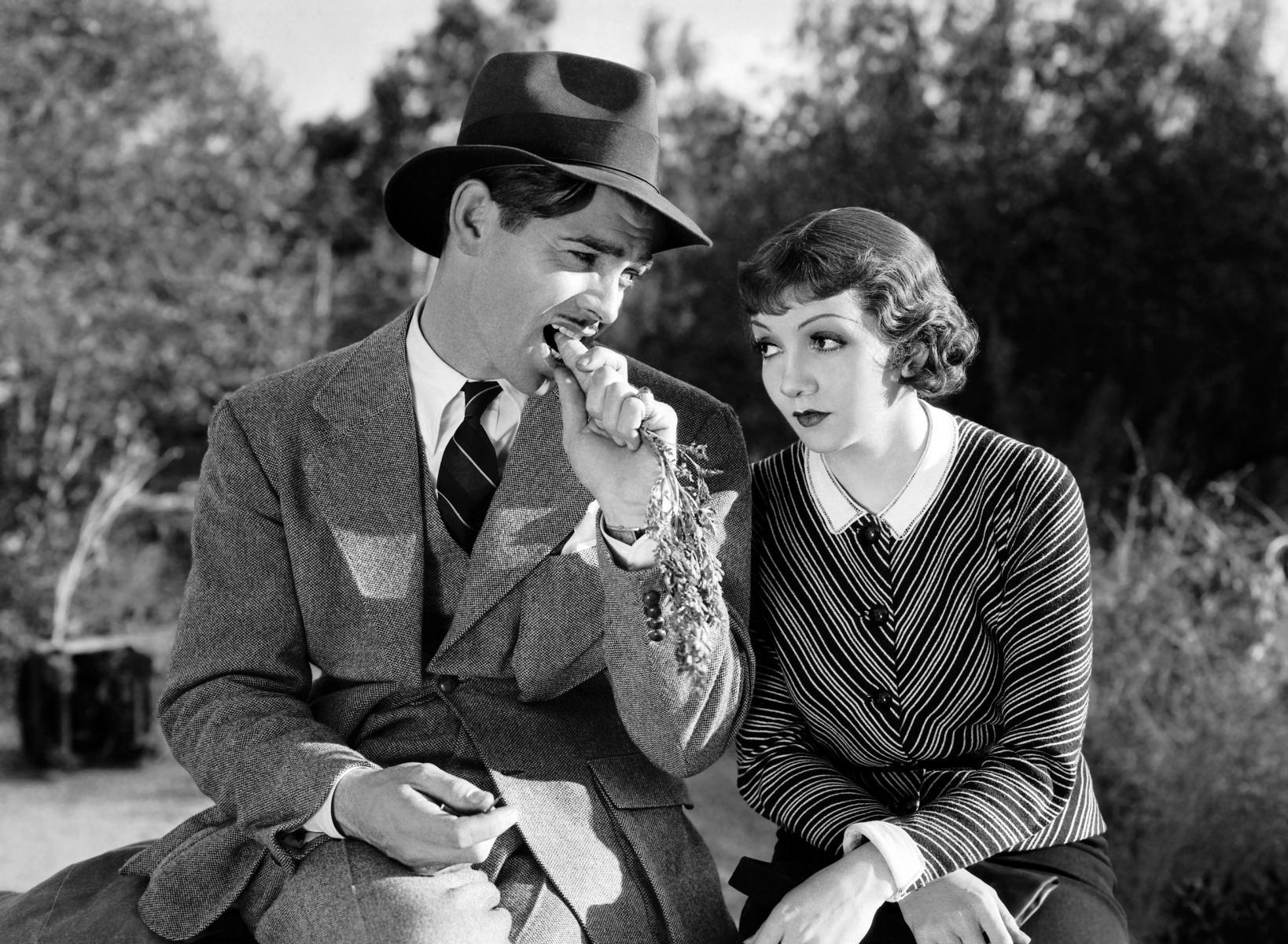
『或る夜の出来事』（1934年）

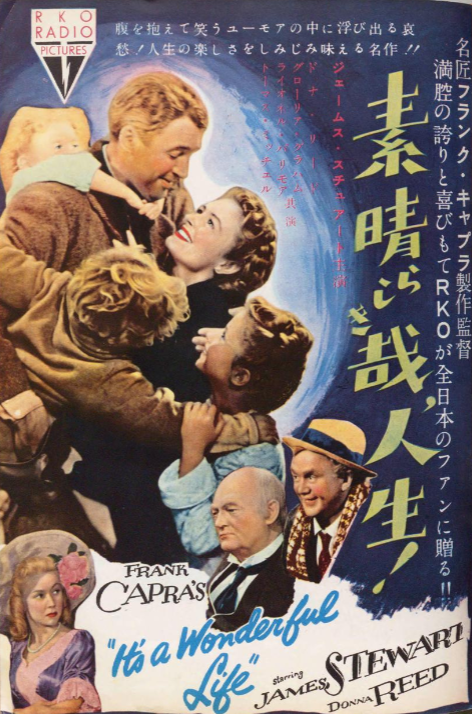
『素晴らしき哉、人生!』（1946年）

- Fultah Fisher's Boarding House (1922)
- 当りっ子ハリー The Strong Man (1926)
- 初恋ハリイ Long Pants (1927)
- 力漕一挺身 For the Love of Mike (1927)
- 呑気な商売 That Certain Thing (1928)
- So This Is Love (1928)
- 陽気な踊子 The Matinee Idol (1928) (正規版は珍しい両面1層)
- 闇を行く The Way of the Strong (1928)
- Say It with Sables (1928)
- サブマリン Submarine (1928)
- 渦巻く都会 The Power of the Press (1928)
- The Younger Generation (1929)
- ドノヴァン The Donovan Affair (1929)
- 空の王者 Flight (1929)
- 希望の星 Ladies of Leisure (1930)
- Rain or Shine (1930)
- 大飛行船 Dirigible (1931)
- 奇蹟の処女 The Miracle Woman (1931)
- プラチナ・ブロンド Platinum Blonde (1931)
- たそがれの女 Forbidden (1932)
- 狂乱のアメリカ American Madness (1932)
- 風雲の支那 The Bitter Tea of General Yen (1933)
- 一日だけの淑女 Lady for a Day (1933)
- 或る夜の出来事 It Happened One Night (1934)
- 其の夜の真心 Broadway Bill (1934)
- オペラハット Mr. Deeds Goes to Town (1936)
- 失はれた地平線 Lost Horizon (1937)
- 我が家の楽園 You Can't Take It with You (1938)
- スミス都へ行く Mr. Smith Goes to Washington (1939)
- 群衆 Meet John Doe (1941)
- なぜ我々は戦うのか Why We Fight (1942 - 1945)
- 毒薬と老嬢 Arsenic and Old Lace (1944)
- 素晴らしき哉、人生! It's a Wonderful Life (1946)
- 愛の立候補宣言 State of the Union (1948)
- 恋は青空の下 Riding High (1950)
- 花婿来たる Here Comes the Groom (1951)
- 波も涙も暖かい A Hole in the Head (1959)
- ポケット一杯の幸福 Pocketful of Miracles (1961)

## 受賞歴

### アカデミー賞
受賞
1935年 アカデミー監督賞:『或る夜の出来事』
1937年 アカデミー監督賞:『オペラハット』
1939年 アカデミー監督賞:『我が家の楽園』
ノミネート
1934年 アカデミー監督賞:『一日だけの淑女』
1940年 アカデミー監督賞:『スミス都へ行く』
1947年 アカデミー監督賞:『素晴らしき哉、人生!』

### ゴールデングローブ賞
受賞
1947年 ゴールデングローブ監督賞:『素晴らしき哉、人生!』

## 関連文献
- サイレント・コメディ全史（新野敏也著、1992年、 喜劇映画研究会 ISBN 978-4906409013）
- 喜劇映画〉を発明した男　帝王マック・セネット、自らを語る（マック・セネット著、石野たき子訳／新野敏也監訳、2014年、作品社 ISBN 4861824729）